# Jiřická nádrž
Jiřická nádrž (též Pohořský, či Pohorský rybník) je splavovací nádrž (klauzura) v Novohradských horách. Nachází se na Pohořském potoce, 2 km severozápadně od Pohoří na Šumavě v nadmořské výšce 880 m. Má rozlohu 6,67 ha.
Po jejím levém břehu tábořil v 90. letech 20. století 20. skautský oddíl Ginkgo. V roce 1992 tábořili na pravém břehu švýcarští skauti.

## Využití
Je využívána pro komerční rybolov, je oplocen a veřejnosti nepřístupný. Nádrž je v soukromém vlastnictví firmy AGRO TRADE. Komerční využití a vysazování nepůvodních druhů ryb narušilo ekosystém 250 let staré nádrže. Zejména štiky narušily populaci čolků horských a ohrožených střevlí potočních.
Proto je do roku 2027 plánováno vyhlášení zvláštní územní ochrany.